# سترپیکی
سترپیکی (به لهستانی:  Sterpejki) یک روستا در لهستان است که در گمینا کوژنگتسا واقع شده‌است.